# Az Oregon Ducks baseballcsapata
Az Oregon Ducks baseballcsapata a Pac-12 Conference tagjaként az NCAA I-es divíziójában képviseli az Oregoni Egyetemet. Hazai mérkőzéseiket a PK Parkban játsszák.

## Története
Az egyetem első baseballmérkőzését 1877-ben játszották, a csapat 1885-ben alakult.
1954-ben kijutottak a College World Seriesre, ahol kikaptak az Arizona Wildcatstől és a UMass Minutementől. 1964-ben az újjászervezett Nyugati Egyetemek Sportszövetségében újra a divízióbeli bajnokok között voltak, de a döntőben a USC Trojanstől kikaptak.
Az 1981-es szezont követően költségcsökkentés miatt a baseball-, férfigimnasztika-, nőigolf- és nőitenisz-versenycsapatok megszűntek; a baseballt 1983 márciusától klubsportként játszották. 2007 júniusában az Oregon State Beavers korábbi sikerei miatt bejelentették, hogy 2009-től újraalapítják a baseball-versenycsapatot.
A PK Park nyitómérkőzésén 2777 néző előtt 1–0-ra legyőzték az addigi országos bajnokot, a Fresno State Bulldogst. 2019. május 28-án, tizenegy szezon után George Horton vezetőedző bejelentette távozását, utódja júniusban Mark Wasikowski lett. Első szezonjában a csapat az LSU Tigers mögött második lett.

## Létesítmény
A csapat mérkőzéseit korábban a McArthur Sportpályától délre fekvő, Herbert Crombie Howe angol nyelvi oktatóról elnevezett Howe Sportpályán játszotta. Howe szerepet játszott a Pacific Coast Conference megalapításában és ő volt az egyetemi kapcsolattartó. 1981-ben a versenyszerű baseballcsapat megszűnt, csak klubcsapatként létezett. A pályát 1987-től baseballozók mellett a softballcsapat használta.
1983 és 2008 között az Oregoni Egyetem volt a konferencia egyetlen, versenysportszerű baseballcsapat nélküli tagja. A versenycsapat újjáalapításának 2007-es bejelentését követően 2009-ben egy korábbi parkoló helyén felépült a PK Park, amelyet 2010-től a Eugene Emeralds is használ.

## Eredmények szezononként
Az első mérkőzést 1877-ben játszották, első szezonként az 1906-ost tartják számon.
| Év                                                          | Vezetőedző       | Eredmény |
| ----------------------------------------------------------- | ---------------- | -------- |
| 1906                                                        | J. B. Knapp      |          |
| 1907                                                        | Hugo Bezdek      |          |
| 1908                                                        | H. B. Leonard    |          |
| 1909                                                        | Tom Kelly        | 6–3–1    |
| 1910                                                        | Tom Kelly        | 6–4–1    |
| 1911                                                        | Tom Kelly        | 9–6      |
| 1912                                                        | Homer Jamison    | 8–0      |
| 1913                                                        | Homer Jamison    |          |
| 1914                                                        | Hugo Bezdek      | 11–3     |
| 1915                                                        | Hugo Bezdek      | 6–3      |
| 1916                                                        | Hugo Bezdek      | 5–4      |
| 1917                                                        | Hugo Bezdek      |          |
| 1918                                                        | Dean Walker      | 10–2     |
| 1919                                                        | Shy Huntington   | 1–6      |
| 1920                                                        | Shy Huntington   | 11–9     |
| 1921                                                        | George Bohler    | 6–13     |
| 1922                                                        | George Bohler    | 2–15     |
| 1923                                                        | George Bohler    | 3–15     |
| 1924                                                        | William Reinhart | 6–12–1   |
| 1925                                                        | William Reinhart | 5–7      |
| 1926                                                        | William Reinhart | 4–4      |
| 1927                                                        | William Reinhart | 3–9      |
| 1928                                                        | William Reinhart | 11–4     |
| 1929                                                        | William Reinhart | 8–9      |
| 1930                                                        | William Reinhart | 15–7     |
| 1931                                                        | William Reinhart | 8–10     |
| 1932                                                        | William Reinhart | 5–10     |
| 1933                                                        | William Reinhart | 7–6      |
| 1934                                                        | William Reinhart | 16–6     |
| 1935                                                        | William Reinhart | 14–8     |
| 1936                                                        | Howard Hobson    | 13–11    |
| 1937                                                        | Howard Hobson    | 13–3     |
| 1938                                                        | Howard Hobson    | 17–9     |
| 1939                                                        | Howard Hobson    | 20–7     |
| 1940                                                        | Howard Hobson    | 17–11    |
| 1941                                                        | Howard Hobson    | 15–6     |
| 1942                                                        | Howard Hobson    | 20–5     |
| 1943                                                        | Howard Hobson    | 15–7     |
| 1944                                                        | Howard Hobson    |          |
| 1945                                                        | Howard Hobson    |          |
| 1946                                                        | Howard Hobson    | 18–9–1   |
| 1947                                                        | Howard Hobson    | 19–7     |
| 1948                                                        | Don Kirsch       | 12–6     |
| 1949                                                        | Don Kirsch       | 18–7     |
| 1950                                                        | Don Kirsch       | 12–11    |
| 1951                                                        | Don Kirsch       | 14–14    |
| 1952                                                        | Don Kirsch       | 19–12    |
| 1953                                                        | Don Kirsch       | 15–4     |
| 1954                                                        | Don Kirsch       | 18–8     |
| 1955                                                        | Don Kirsch       | 18–8     |
| 1956                                                        | Don Kirsch       | 18–8     |
| 1957                                                        | Don Kirsch       | 24–9–1   |
| 1958                                                        | Don Kirsch       | 19–8     |
| 1959                                                        | Don Kirsch       | 19–11    |
| 1960                                                        | Don Kirsch       | 12–7     |
| 1961                                                        | Don Kirsch       | 19–9     |
| 1962                                                        | Don Kirsch       | 29–9–1   |
| 1963                                                        | Don Kirsch       | 25–7     |
| 1964                                                        | Don Kirsch       | 31–11    |
| 1965                                                        | Don Kirsch       | 27–8–1   |
| 1966                                                        | Don Kirsch       | 21–18    |
| 1967                                                        | Don Kirsch       | 16–14    |
| 1968                                                        | Don Kirsch       | 25–15–1  |
| 1969                                                        | Don Kirsch       | 22–19    |
| 1970                                                        | Don Kirsch       |          |
| 1971                                                        | Mel Krause       | 19–18    |
| 1972                                                        | Mel Krause       | 24–13    |
| 1973                                                        | Mel Krause       | 23–13    |
| 1974                                                        | Mel Krause       | 26–19    |
| 1975                                                        | Mel Krause       | 20–19    |
| 1976                                                        | Mel Krause       | 20–18    |
| 1977                                                        | Mel Krause       | 14–27    |
| 1978                                                        | Mel Krause       | 23–24    |
| 1979                                                        | Mel Krause       | 29–27–1  |
| 1980                                                        | Mel Krause       | 19–21    |
| 1981                                                        | Mel Krause       | 16–21    |
| 1982 és 2008 között versenycsapat nem, csak klubcsapat volt |                  |          |
| 2009                                                        | George Horton    | 14–42    |
| 2010                                                        | George Horton    | 40–24    |
| 2011                                                        | George Horton    | 33–26    |
| 2012                                                        | George Horton    | 46–19    |
| 2013                                                        | George Horton    | 48–16    |
| 2014                                                        | George Horton    | 44–20    |
| 2015                                                        | George Horton    | 33–25    |
| 2016                                                        | George Horton    | 29–26    |
| 2017                                                        | George Horton    | 30–25    |
| 2018                                                        | George Horton    | 26–29    |
| 2019                                                        | George Horton    | 27–29    |
| 2020                                                        | Mark Wasikowski  | 8–7      |
| 2021                                                        | Mark Wasikowski  | 39–16    |
| 2022                                                        | Mark Wasikowski  | 36–25    |
| 2023                                                        | Mark Wasikowski  | 41–22    |

## Bajnokságok

### Pac-12
| Év   | Csoport | Eredmény |
| ---- | ------- | -------- |
| 2022 | 4.      | 0–2      |
| 2023 | 6.      | 4–0      |

### NCAA
| Év       | Eredmény | Arány | Megjegyzések                                     |
| -------- | -------- | ----- | ------------------------------------------------ |
| 1954     | 3–2      | 0.500 | 8. csoport bajnoka, College World Series 7. hely |
| 1964     | 0–2      | .000  | 8. csoport második hely (regionális)             |
| 2010     | 2–2      | .500  | Regionális második hely                          |
| 2012     | 4–2      | .667  | A regionális bajnokság rendezője                 |
| 2013     | 3–2      | .600  | A regionális bajnokság rendezője                 |
| 2014     | 2–2      | .500  | Regionális második hely                          |
| 2015     | 1–2      | .333  | Regionális harmadik hely                         |
| 2021     | 2–2      | .500  | A regionális bajnokság rendezője                 |
| 2022     | 1–2      | .333  | Regionális harmadik hely                         |
| 2023     | 4–2      | .667  | A regionális bajnokság rendezője                 |
| Összesen | 22–20    | .524  | –                                                |

Megjegyzések
- Az NCAA I-es divíziójának első baseballbajnokságát 1947-ben rendezték meg
- A csoportok létszáma az évek során többször változott

## Díjak és kitüntetések
Pac-12 Év játékosa
- Aaron Zavala (2021)

Pac-12 Év dobójátékosa
- Alex Keudell (2011)

## Korábbi játékosok
- Cole Irvin
- Dave Roberts
- David Peterson
- Don Reynolds
- Jimmie Sherfy
- Joe Gordon
- Kyle Garlick
- Ray Smith
- Ryon Healy
- Spencer Steer
- Stephen Nogosek
- Steve Baker
- Tom Dodd
- Tyler Anderson
- Zack Thornton

## Fordítás
- Ez a szócikk részben vagy egészben  az   Oregon Ducks baseball című angol Wikipédia-szócikk ezen változatának fordításán alapul.  Az eredeti cikk szerkesztőit annak laptörténete sorolja fel. Ez a jelzés csupán a megfogalmazás eredetét és a szerzői jogokat jelzi, nem szolgál a cikkben szereplő információk forrásmegjelöléseként.